# Eilema palliatellum
Eilema palliatellum là một loài bướm đêm thuộc phân họ Arctiinae, họ Erebidae.